# Persigneux

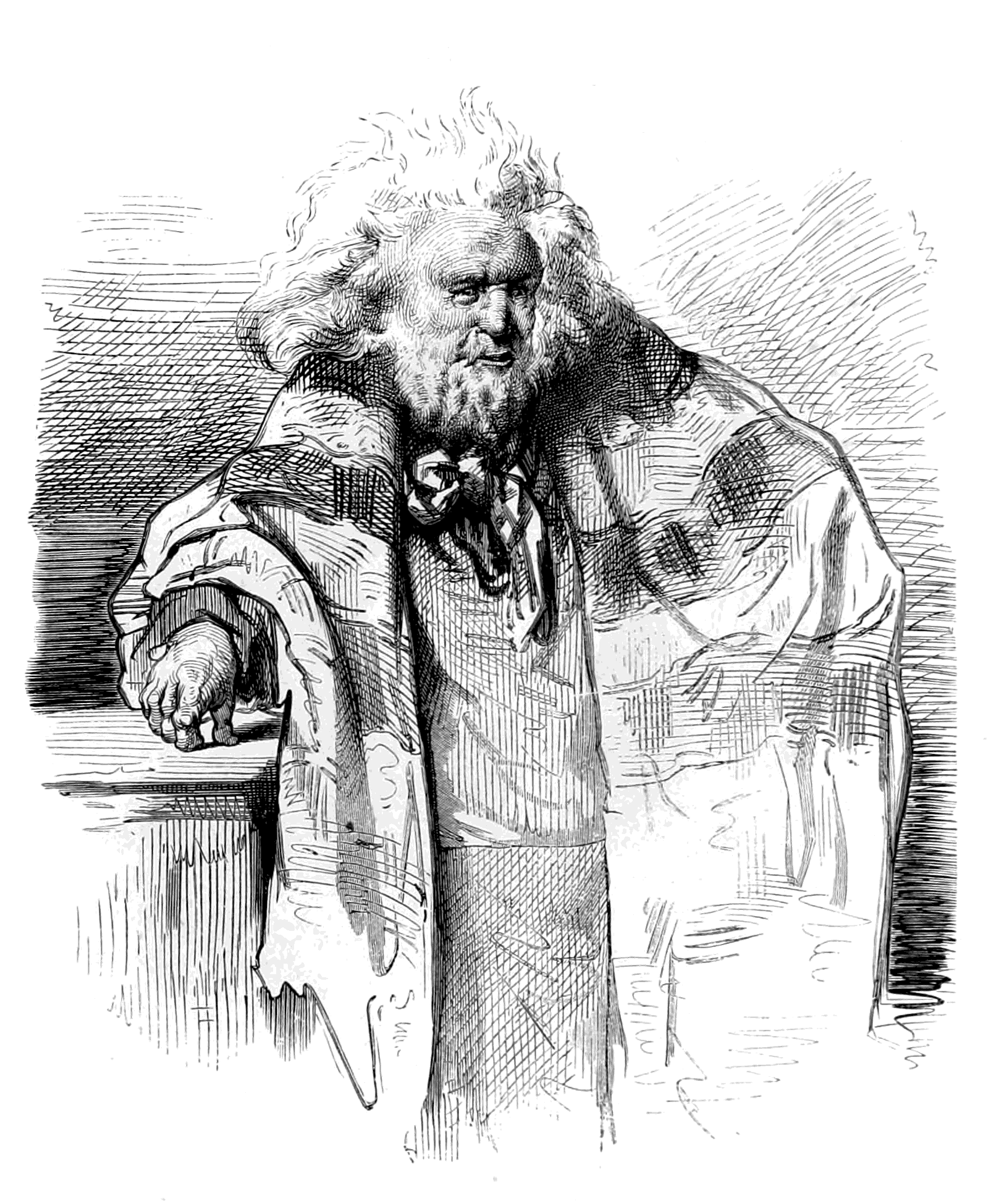
Un "rebouteux"

Les persigneux (mot berrichon) sont des guérisseurs qui soignent les humains et les animaux par imposition des mains, incantations, prières et même à distance . 
Au même titre que les "rebouteux", les "leveurs de sorts", les "barreux de sorts (Allier), les "panseurs", "signadoru" (Corse) et autres "rhabilleurs" (en Dauphiné) leurs dons innés, ou parfois transmis, leur permet de prétendre soulager les maux les plus divers ou de délivrer les victimes de maléfices 
. 
Ils sont présents un peu partout en France aussi bien dans les campagnes que dans les villes depuis le fond des âges et même encore au XXIe siècle, mais sont en voie de disparition.